# Cartoon Network (Portugal)
Cartoon Network, abreviado como CN  é um canal de televisão por cabo, satélite e IPTV que pertence à empresa americana Warner Bros. Entertainment. O canal é disponibilizado em Portugal, Angola e Moçambique.  
Esta estação de televisão é dedicada ao público infantojuvenil com uma programação de animação dos 5 aos 19 anos, desde a comédia até à ação, existindo também algumas séries que também são vistas por adultos.  
Foi lançado usando a era CHECK It 1.0, até ao dia 31 de maio de 2014, dia em que o Cartoon Network começou a usar a identidade gráfica (era) CHECK It 3.0 (sendo o primeiro feed da Europa a adotar esta ''era'' e também o segundo mais tardio a mudar [O Cartoon Network Arábia foi o sinal que em todo mundo foi o que levou mais tempo a mudar]). No mesmo dia o canal lançou o seu website na mesma versão.

## História
O feed pan-europeu foi exibido em Portugal, durante muito tempo (de 17 de setembro de 1993 a 3 de dezembro de 2013), o chamado Cartoon Network Europa, que engloba os países que não têm a sua própria versão do canal como a República da Macedónia do Norte, Bósnia e Herzegovina, Polónia, Turquia, Bulgária, Rússia, República Checa, Eslováquia, Roménia, Hungria, Lituânia, Letónia, Estónia, Balcãs, Bielorrússia, Ucrânia, Moldávia, Escandinávia e África, entre outros.  
O canal europeu era emitido entre as 5h e as 20h da noite, com o restante tempo dedicado à exibição do TCM. No entanto, até ao início da segunda metade da década de 2000, o canal infantil tinha emissão prolongada aos domingos que ajudava na popularização de desenhos animados, como "Tom and Jerry", "Scooby-Doo" e algumas séries originais do canal, como "Ed, Edd N Eddy" ou as "Powerpuff Girls", sendo na época, alguns dos desenhos animados mais vistos pelo público-alvo.  
A 3 de dezembro de 2013 foi oficialmente lançado em Portugal a versão portuguesa (português europeu) do canal em todas as operadoras nacionais, substituindo a versão pan-europeia (em inglês).. No entanto, a mudança de programação e a remoção de quase todos os programas de televisão do canal europeu gerou controvérsias em alguns telespetadores. No mesmo dia o canal passou a transmitir em formato 16:9 e 24h por dia. De salientar que esta versão portuguesa começou a ser exibida em Angola e Moçambique a 1 de Outubro de 2013.
No dia 30 de maio de 2014 e até 30 de março de 2017, o Cartoon Network usou o grafismo de fundo branco. No dia 31 de março de 2017 mudou o seu grafismo, passando a utilizar uma versão baseada na era Dimensional do Cartoon Network original. 
Em 26 de abril de 2018, foi lançado na NOWO e na Vodafone TV, o canal Boomerang, que é um canal que nasceu a partir de um bloco da programação da Cartoon Network. Vale a pena também lembrar que o canal já tinha sido lançado em Angola e Moçambique em 21 de abril de 2015 e que o canal europeu (canal em inglês) saiu na época em que foi lançado o Cartoon Network em português. A 23 de Março de 2023, o Cartoon Network foi lançado o canal destinado ao público infantil Cartoonito, que substituiu o Boomerang que deixou ao canal, após 8 anos em Angola e Moçambique e 5 anos em Portugal.
Em 25 de janeiro de 2022, surgiu o canal em alta definição (HD) na MEO e na NOS.
Em 16 de setembro de 2024, a versão portuguesa deste canal começou a seguir o mesmo horário que o Cartoon Network nos países nórdicos, em França, na Alemanha e nos Países Baixos. Em 25 de setembro do mesmo ano, a unificação deu mais um passo em frente, uma vez que o canal português foi fundido com os canais acima mencionados. A partir de agora, estes feeds individuais foram eliminados e a única diferença entre a emissão em cada país é que cada canal tem  exclusivamente intervalos publicitários locais.

## Logomarca

Logótipo usado pelo Cartoon Network desde 3 de Dezembro de 2013.
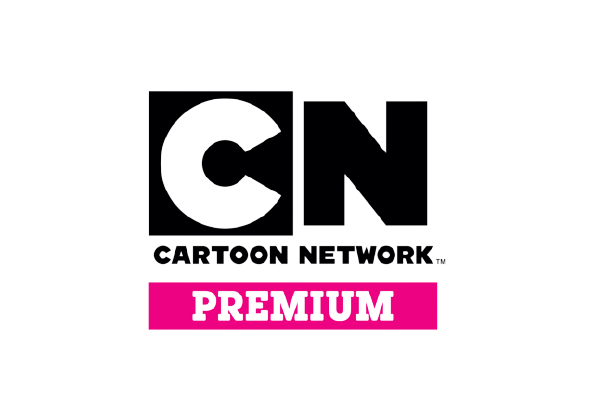
Logotipo do Cartoon Network Premium

## Eras
- Check It 1.0 (3 de dezembro de 2013 - 30 de maio de 2014)
- Check It 3.0 (30 de maio de 2014 - 31 de março de 2017)
- Dimensional (31 de março de 2017 - presente)

## Aplicação MEO
Em junho de 2013 (antes do lançamento da versão portuguesa do canal), a MEO, propriedade da Portugal Telecom (agora Altice Portugal) lançou uma aplicação no MEO Kids, disponibilizando conteúdos do canal em português. Entre os conteúdos disponíveis, estão as séries O Laboratório do Dexter, As Powerpuff Girls, Ben 10 e Ben 10: Alien Force, dobradas em português e três jogos (dois de Ben 10 e um de As Aventuras Assustadoras de Billy e Mandy).

## Censuras e controvérsias
Entre maio e outubro de 2014, o canal censurou 103 curtas de Tom e Jerry. A censura foi motivada por o canal ter optado por não ter optado por não adquirir a versão dobrada em português da PSB ( que dobrou para VHS a fase da era de ouro de animação americana), notável por conter caricaturas e ações de cariz xenófobo e racista, além de violência com uso de armas, objetos domésticos e de tortura. Com isso, e para evitar a controvérsia e os problemas com orgãos de comunicação social, o Cartoon Network. passou apenas os episódios mudos (ainda que tenha censurado alguns desses) e apenas legendou os grafismos. Uma outra censura ocorreu à fase de Gene Deitch (1960 - 1962) que teve todos os episódios censurados. Anos depois, em 29 de outubro de 2021, o Cartoon Network retransmitiu como um especial de Halloween, o primeiro filme live-action do Scooby-Doo, que já tinha uma dobragem portuguesa produzida pela Matinha, mas pelas mesmas razões, foi transmitido na versão original legendada.

Em 2015 e 2016, o canal repetiu o anime "Doraemon", e o filme "Doraemon e a Revolução dos Robôs", com várias cenas, tanto do anime como do filme, tendo sido cortadas ou censuradas.